# Comuna Mașceanka, Trosteaneț
Mașceanka (în ucraineană Мащанка) este o comună în raionul Trosteaneț, regiunea Sumî, Ucraina, formată din satele Bratske și Mașceanka (reședința).

## Demografie
Componența lingvistică a comunei Mașceanka
     Ucraineană (97,32%)
     Rusă (2,68%)
Conform recensământului din 2001, majoritatea populației comunei Mașceanka era vorbitoare de ucraineană (97,32%), existând în minoritate și vorbitori de rusă (2,68%).